# Брајан Кауен
Брајан Кауен (ир. Brian Ó Comhain; Клара, 10. јануар 1960) је бивши, једанаести по реду, премијер Ирске. Дужност је вршио од 7. маја 2008. до 9. марта 2011.
Кауен је посланик од 1984. године. Био је министар за рад од 1992. до 1993, енергетику 1993, саобраћај, енергетику и комуникације 1993-1994, за здравље и децу од 1997. до 2000, спољне послове од 2000. до 2004, и финансије од 2004. до 2008. године. Од 2007. до 2008. био је и заменик премијера. Након што је Берти Ахерн поднео оставку дошао је на чело странке а у мају 2008, и на чело владе.